# Kloster Hosios Lukas

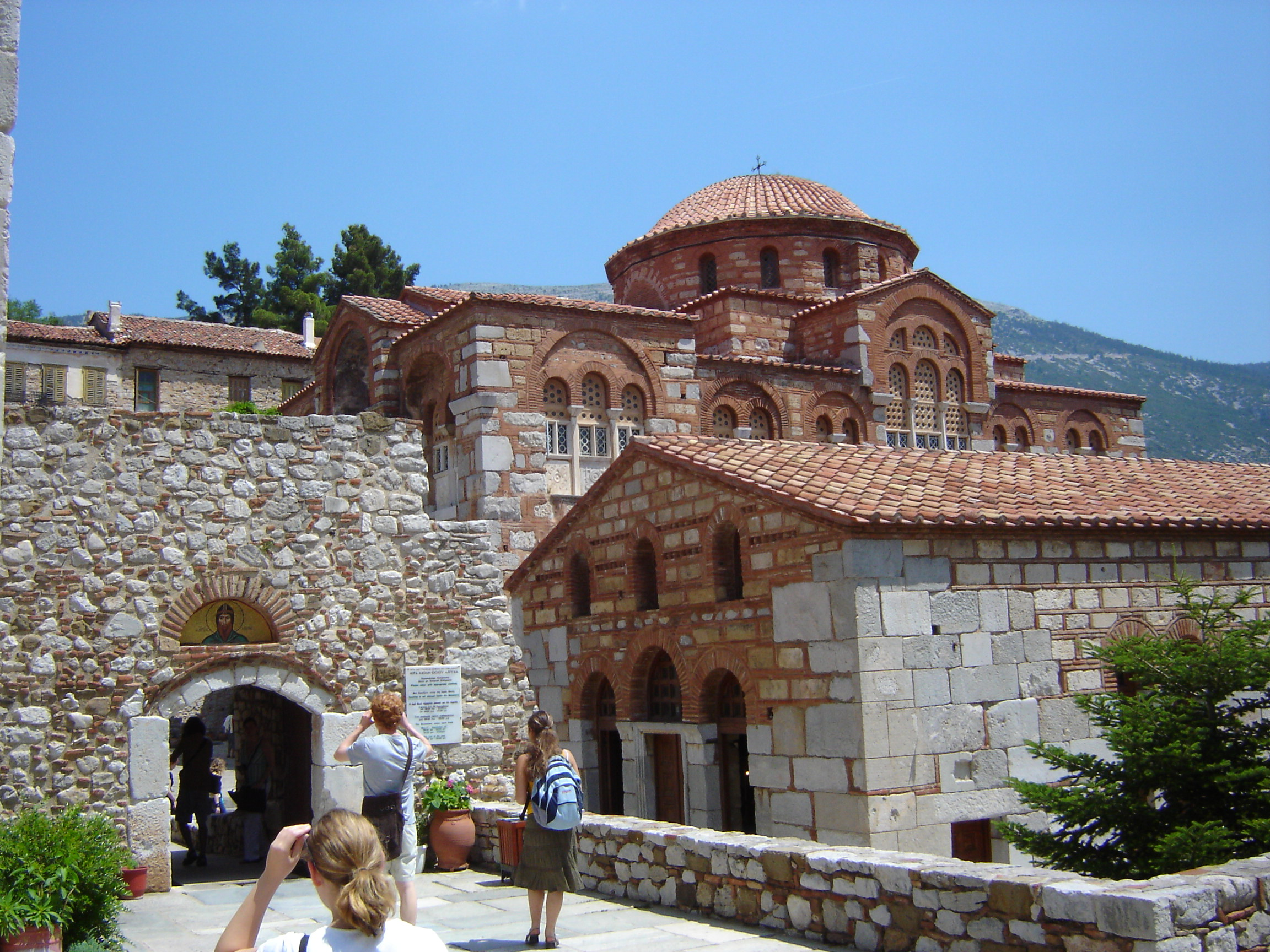
Katholikon und Refektorium von Südwesten

Das Kloster Hosios Lukas, auch Kloster Osios Loukas (griechisch Μονή Οσίου Λουκά Moní Osíou Louká, deutsch ‚Kloster des seligen Lukas‘) oder Lukaskloster, ist neben Daphni und Nea Moni eines der drei bedeutendsten byzantinischen Klöster in Griechenland. Es liegt in Böotien in der Region Mittelgriechenland etwa 20 km südöstlich von Delphi. Seit 1990 gehört es zur Liste des Weltkulturerbes der UNESCO.

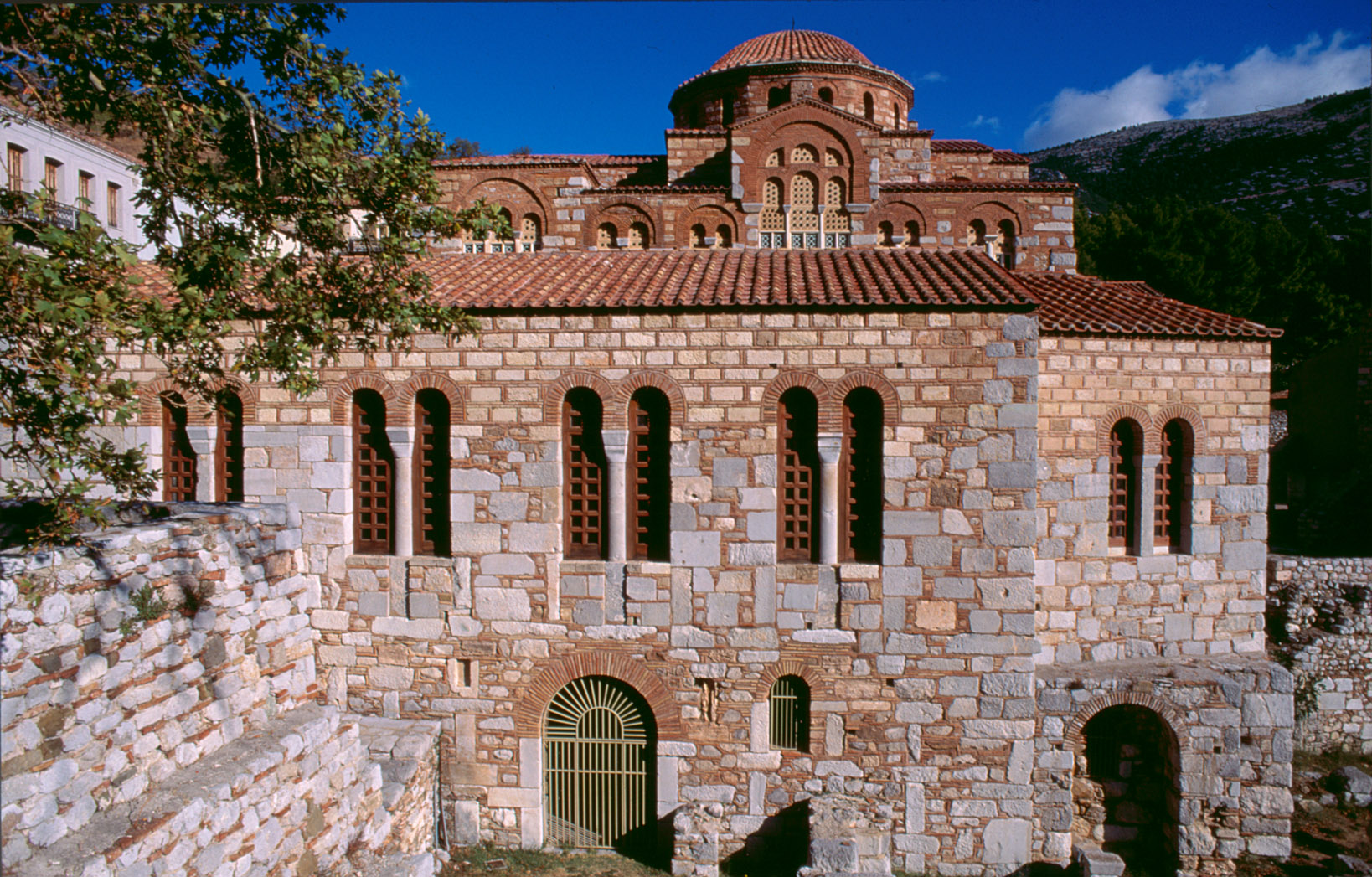
Refektorium von Süden

## Geschichte
Im 10. Jahrhundert gründete der aus Ägina stammende Eremit Lukas von Steiris an der Stelle des heutigen Klosters gegenüber der antiken Stadt Stiris eine Einsiedelei. Hier konnte er seine Religion sicher vor den nach Mittelgriechenland eingewanderten Slawen und den Sarazenen, die die griechischen Küsten heimsuchten, ausüben. Wohl noch zu seinen Lebzeiten wurde eine der heiligen Barbara geweihte Kirche gebaut, die den Kern der heutigen Panagia-Kirche bildet. Einer Legende nach soll Lukas prophetische Gaben besessen haben und bereits 941 die Rückeroberung Kretas vorhergesagt haben. Als dies zwanzig Jahre später nach dem Tod des Lukas tatsächlich eintrat, begann das Kloster Pilger anzuziehen und wurde entsprechend ausgebaut. Der Baukern des Klosters, das mit finanzieller Hilfe aus Byzanz gebaut wurde, hat sich bis heute erhalten.

## Anlage

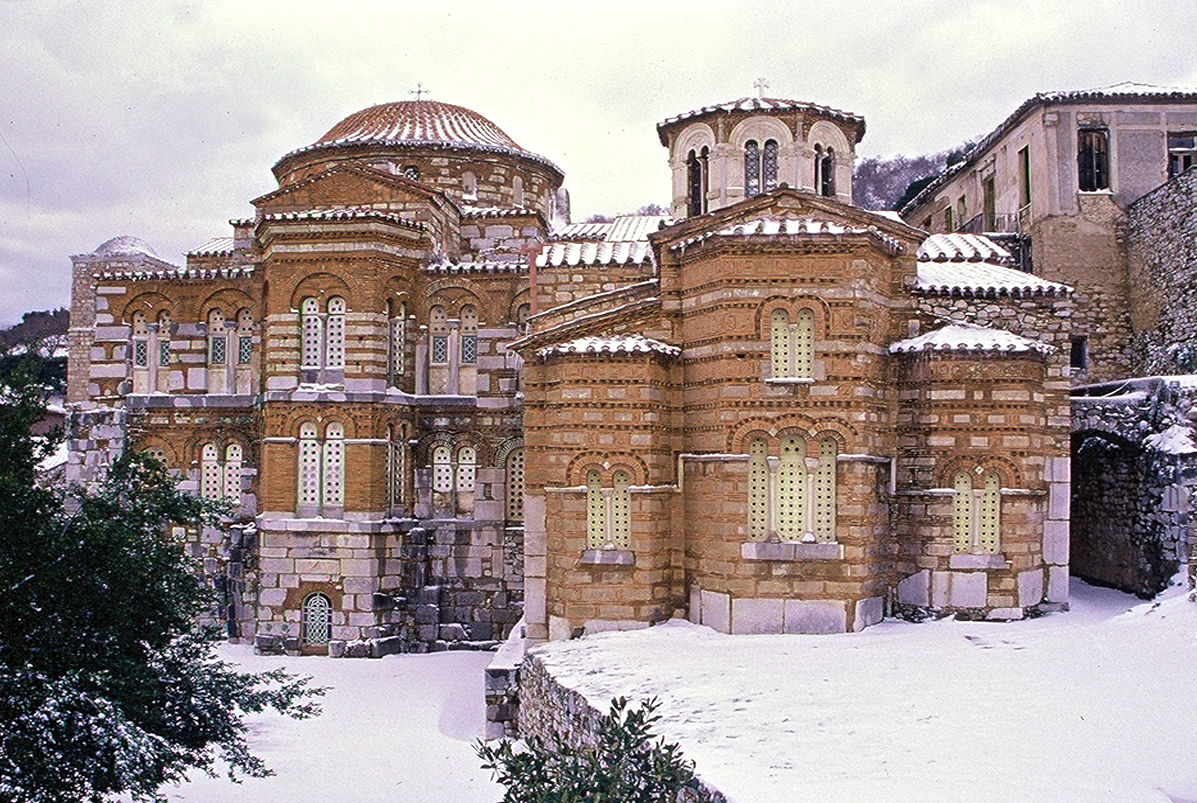
Hauptkirche (li.) und Muttergotteskirche (re.) von Osten

Kern der Klosteranlage sind zwei miteinander verbundene Kirchen, das Katholikon und auf etwas höherem Grund die nordöstlich angrenzende Theotokos-(d. h. Muttergottes)-Kirche. Südlich des Katholikons steht jenseits eines Durchgangs und etwas tiefer das Refektorium, heute als Museum genutzt. Der Glockenturm wurde 1863 wieder hergerichtet, zeitweise hatte das Kloster deren vier.

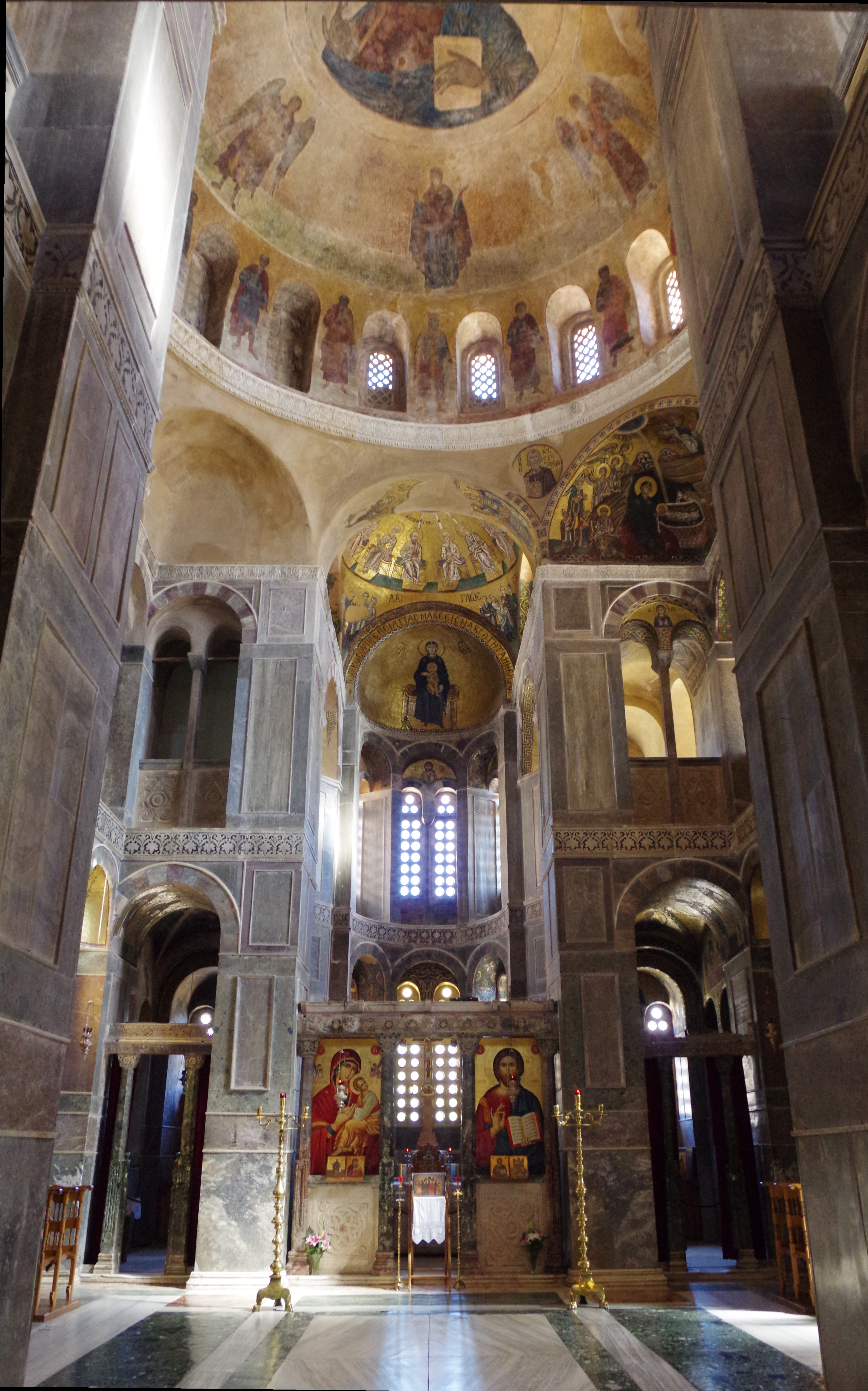
Kuppel und Apsiden des Katholikons

Das Katholikon, die dem Lukas geweihte Hauptkirche aus dem Jahre 1011, stellt einen zu der Zeit neuen Kirchentypus dar, der sich sowohl von einer Basilika als auch von den überkuppelten Kirchen früherer Jahrhunderte unterscheidet. Es handelt sich bei dem langrechteckigen Bau um eine Kreuzkuppelkirche, wie sie ansonsten vor allem für die mittelalterliche Architektur Armeniens typisch sind. Die schlichten Außenwände bestehen aus Ziegeln und antiken Steinquadern, die möglicherweise aus Delphi hierher geschafft wurden. Teile der Außenmauern könnten ursprünglich verputzt oder verkleidet gewesen sein. Der Innenraum hebt sich deutlich vom grob gestalteten Äußeren ab. Die Kirche wird von einer mit Fresken ausgestalteten Kuppel mit einem Durchmesser von 9 Metern überspannt. Bemerkenswert sind die Mosaiken aus dem 11. Jahrhundert. In der Gesamterhaltung ist die bildliche Ausstattung einzigartig in Griechenland. Lediglich die Mosaiken der Hauptkuppel gingen bei einem Einsturz im 16. oder 17. Jahrhundert verloren und wurden durch entsprechende Fresken – Pantokrator, Muttergottes, Johannes der Täufer und Erzengel – ersetzt.

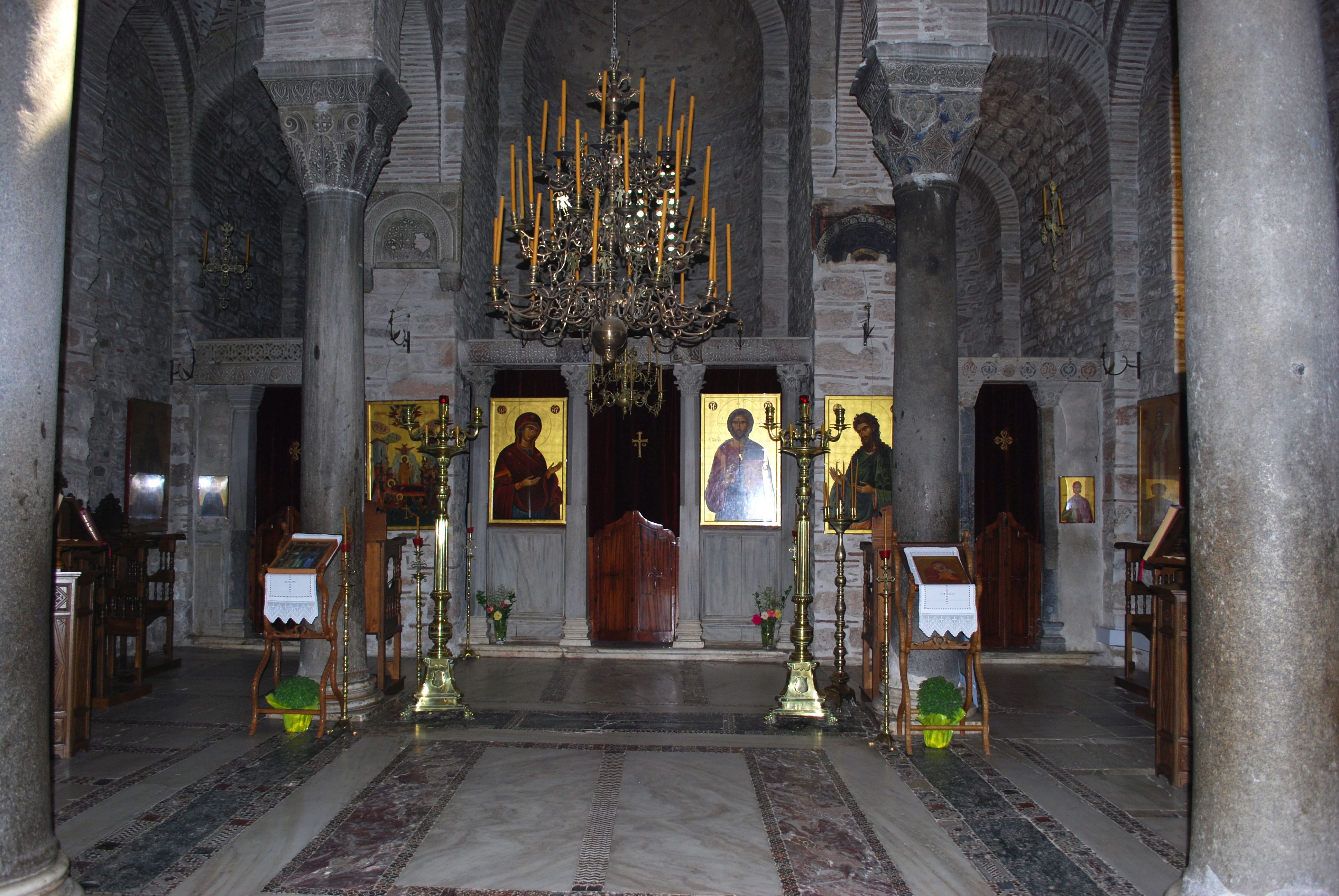
Ikonostase und Apsiden der Muttergotteskirche

Die mit Fresken ausgestaltete Krypta unter dem Katholikon beherbergte ursprünglich das Grab des Lukas von Stiri. Dieses befindet sich heute in der Oberkirche.
Die kleinere und ältere Muttergotteskirche ist durch einen Säulengang direkt mit dem Katholikon verbunden.
Auffällig ist, dass beide Kirchen von innen gesehen drei runde Apsiden haben, die aber von außen betrachtet teils polygonal vorstehen, teils hinter geraden Wänden verborgen sind.
Um die erwähnten Gebäude gruppieren sich die Wohntrakte der Mönche.